# Mareuil-lès-Meaux
Mareuil-lès-Meaux – miejscowość i gmina we Francji, w regionie Île-de-France, w departamencie Sekwana i Marna.
Według danych na rok 1990 gminę zamieszkiwały 1163 osoby, a gęstość zaludnienia wynosiła 162 osób/km² (wśród 1287 gmin regionu Île-de-France Mareuil-lès-Meaux plasuje się na 596. miejscu pod względem liczby ludności, natomiast pod względem powierzchni na miejscu 540.).